# Pachnobia rufistigma
Pachnobia rufistigma là một loài bướm đêm trong họ Noctuidae.